# Équipe d'Uruguay masculine de volley-ball
Cet article traite de l'équipe masculine. Pour l'équipe féminine, voir Équipe d'Uruguay féminine de volley-ball.
L'équipe de l'Uruguay de volley-ball est composée des meilleurs joueurs uruguayens sélectionnés par la Fédération Uruguayenne de Volleyball (Federación Uruguaya de Voleibol, FUV). Elle est actuellement classée au 42e rang de la FIVB au 15 janvier 2010.

## Sélection actuelle
Sélection pour les Qualifications aux championnats du Monde de 2010.

Entraîneur :  Alejandro Matoso ; entraîneur-adjoint :  Eduardo Alberti

## Palmarès et parcours

### Palmarès
- Championnat d'Amérique du Sud
  - Finaliste : 1951, 1956, 1971, 1977
  - Troisième : 1958, 1964, 1969
  - Quatrième : 1967, 1975, 1985, 1999

### Parcours

#### Championnats du monde
| - 1949 : non qualifié - 1952 : non qualifié - 1956 : non qualifié - 1960 : 13e - 1962 : non qualifié - 1966 : non qualifié - 1970 : non qualifié - 1974 : non qualifié - 1978 : non qualifié - 1982 : non qualifié | - 1986 : non qualifié - 1990 : non qualifié - 1994 : non qualifié - 1998 : non qualifié - 2002 : non qualifié - 2006 : non qualifié - 2010 : non qualifié |

#### Jeux Panaméricains
| - 1955 : 5e - 1959 : Non qualifié - 1963 : 6e - 1967 : Non qualifié - 1971 : Non qualifié - 1975 : Non qualifié - 1979 : Non qualifié - 1983 : Non qualifié - 1987 : Non qualifié - 1991 : Non qualifié | - 1995 : Non qualifié - 1999 : Non qualifié - 2003 : Non qualifié - 2007 : Non qualifié - 2011 : |

#### Championnat d'Amérique du Sud
| - 1951 : Finaliste - 1956 : Finaliste - 1958 : 3e - 1961 : non participant - 1962 : 6e - 1964 : 3e - 1967 : 4e - 1969 : 3e - 1971 : Finaliste - 1973 : non participant | - 1975 : 4e - 1977 : Finaliste - 1979 : 7e - 1981 : 5e - 1983 : 6e - 1985 : 4e - 1987 : non participant - 1989 : non participant - 1991 : non participant - 1993 : non participant | - 1995 : non participant - 1997 : non participant - 1999 : 4e - 2001 : non participant - 2003 : non participant - 2005 : non participant - 2007 : 7e - 2009 : 7e |